# Sikhuran
Sikhuran (persisch سيخوران, auch romanisiert als Sīkhūrān; auch bekannt als Sankharū) ist ein iranisches Dorf in der Provinz Hormozgan. Es liegt in der Region Poshtkuh-e Shamil. Administrativ befindet es sich im Landkreis Schamil im Bachsch Schamil im Verwaltungsbezirk Bandar Abbas. Bei der Volkszählung 2006 betrug die Einwohnerzahl 135 in 33 Familien.